# جاك ستيوارت (سياسي)
جاك ستيوارت (بالإنجليزية: Jack Stewart)‏ هو سياسي أسترالي، ولد في 6 يناير 1910 في ليثغو في أستراليا، وتوفي في 19 سبتمبر 1972 في أستراليا. حزبياً، نشط في حزب العمال الأسترالي. وقد انتخب عضو الجمعية التشريعية نيو ساوث ويلز.